# Christoph Hauser
Christoph Hauser (* 4. August 1956 in Hamburg) ist ein deutscher Fernsehjournalist und Historiker. Er war Programmchef des europäischen Kulturkanals ARTE sowie Fernsehdirektor des Südwestrundfunks (SWR).

## Leben und Wirken
Hauser wuchs als Sohn des Oberstudiendirektors, Schulleiters und Kreisrats Paul Hauser und seiner Frau Hildegard in Raldolfzell am Bodensee auf. Nach dem Abitur in Radolfzell studierte er seit 1976 Germanistik und Geschichte an der Albert-Ludwigs-Universität Freiburg, wo er im Juli 1988 bei Heinrich August Winkler mit einer Studie über Philhellenismus und Frühliberalismus in Südwestdeutschland zum Dr. phil. promoviert wurde. 
Schon während des Studiums arbeitete Hauser für unterschiedliche Zeitungen. Nach einer Tätigkeit als Referent in der Intendanz und der Fernsehdirektion des damaligen Südwestfunks (SWF) und einem journalistischen Volontariat leitete er ab 1994 die Hauptabteilung Bildung und Familie des Senders. Mit der Fusion von Süddeutschem Rundfunk (SDR) und SWF übernahm er die „Hauptabteilung Kultur“ des SWR-Fernsehens. 2005 wurde Hauser zum Programmdirektor des deutsch-französischen Kulturkanals ARTE berufen, etablierte dort erstmals ein 24-Stundenprogramm und rief eine Vielzahl neuer Formate und Programmschwerpunkte ins Leben. Von 2012 bis 2019 war Hauser in der Nachfolge von Bernhard Nellessen Fernsehdirektor des SWR.
Hauser ist Mitglied im Aufsichtsrat der Medien- und Filmgesellschaft Baden-Württemberg, Mitglied des Programmbeirats der Bavaria Film GmbH, Gesellschafter bei der Maran Film GmbH, Mitglied der Mitgliederversammlung des Hauses des Dokumentarfilms, Mitglied des Aufsichtsrats der Doclights GmbH, Mitglied des Hochschulrats der Staatl. Hochschule für Gestaltung, Mitglied des Kuratoriums des Zentrums für Kunst und Medientechnologie Karlsruhe, Mitglied des Fachbeirats der Filmakademie Ludwigsburg, Mitglied im Programmbeirat der Bundeskunsthalle Bonn und Mitglied des Beirats des Hauses der Geschichte Baden-Württemberg.
Hauser ist verheiratet, hat eine Tochter und lebt in Baden-Baden.

## Schriften (Auswahl)
- Anfänge bürgerlicher Organisation. Philhellenismus und Frühliberalismus in Südwestdeutschland. Vandenhoeck & Ruprecht, Göttingen 1990 (Zugl.: Freiburg (Breisgau), Univ., Diss., 1988).